# Desmodium guaraniticum
Desmodium guaraniticum là một loài thực vật có hoa trong họ Đậu. Loài này được (Chodat & Hassl.) Malme miêu tả khoa học đầu tiên.